# Staatsarchiv Freiburg (Schweiz)
Das Staatsarchiv Freiburg ist das Archiv des Schweizer Kantons Freiburg. Es erschliesst die historischen Archivbestände von Behörden und Verwaltung des Kantons, sorgt für deren Erhaltung und macht sie der Öffentlichkeit zugänglich.
Die vom StAF verwahrten Archivbestände sind als Kulturgut von nationaler Bedeutung eingetragen.

## Geschichte
Das StAF ist ein wesentlicher Bestandteil des historischen Kulturgutes von Freiburg, da seine Entstehung auf die Gründung der Stadt Freiburg 1157 durch Herzog Berthold IV. von Zähringen zurückgeht. Bis 1798 wuchsen die Archivbestände mit den Ablieferungen der Obrigkeit des Stadt-Staates Freiburg und des von ihm hinzugewonnenen Gebiete. 1747 wurde das StAF zur unabhängigen Verwaltungseinheit, 1804 wurde das Amt eines Staatsarchivars eingeführt.
Nach Aufhebung des Ancien Régime behält das StAF die offiziellen, von Behörden und kantonaler Verwaltung stammenden Archivbestände, diese werden künftig getrennt von denen der Stadt Freiburg verwahrt.
Die Dokumente der Stadtrepublik und schliesslich des Kantons Freiburg wurden zunächst im «Rat- und Gerichtshaus» verwahrt, d. h. im Regierungsgebäude, das damals hinter der St. Niklauskirche lag; 1478 wurden sie dann im neuen Kanzleigebäude untergebracht. 1917 siedelte das StAF ins ehemalige Augustinerkloster in der Freiburger Altstadt um, 2003 wurde es an seinen derzeitigen Standort überführt, das «Industrielle», eine ehemalige Kartonagenfabrik in der Nähe des Freiburger Bahnhofs.

## Auftrag und Aktivitäten
Hauptaufgabe des StAF als ein zentraler Staatsdienst ist das Bewerten, Sammeln, Aufbewahren und Verzeichnen der Unterlagen aller Behörden, Dienststellen und Institutionen des Staates Freiburg, die als Informations- und Auskunftsquelle oder als Beweismittel von Interesse sein könnten. Das StAF hat ebenfalls die Aufgabe, diese Informationen der Öffentlichkeit zugänglich zu machen unter Einhaltung der hinsichtlich Auskunftsrecht geltenden gesetzlichen Vorschriften.
Das StAF hat auch den Auftrag, das kollektive dokumentarische Erbe des Kantons Freiburg zu bewahren, vor allem durch die Archivierung von Archivbeständen privater Herkunft, sei das nun Archivmaterial von Privatpersonen, Familien oder Unternehmen, von Vereinigungen, politischen Parteien oder Gewerkschaften.
Daneben ist das StAF auch eine kulturelle Institution, zu deren spezifischen Aufgaben der Empfang von Forschern gehört sowie eine vielfältige Zusammenarbeit mit den Akteuren der Kulturszene innerhalb und ausserhalb des Kantons Freiburg. Das StAF ist in den Bereichen Kultur und Wissenschaft tätig und arbeitet v. a. mit anderen Archiven, mit Museen, Bibliotheken, Universitäten, Forschungszentren, Vereinen, kulturellen Institutionen und anderen Partnern zusammen.

## Bestände und Sammlungen
2016 archiviert das Freiburger Staatsarchiv 15,3 Laufkilometer Dokumente: das Archiv des mittelalterlichen Stadtstaates bis zum Ende des Ancien Régime (1798), die Unterlagen der kantonalen Verwaltung, sowie Privatarchive und Sammlungen.
Der Archivplan des StAF umfasst folgende Kategorien:
- Mittelalter und Ancien Régime
- Helvetische Republik
- 19. und 20. Jahrhundert (kantonale Verwaltung)
- Kantonale Verwaltung (ab 2015)
- Justizverwaltung (ab 1803)
- Notariatsregister
- Spezialbestände (Karten und Pläne, Chroniken, Literatur)
- Private Bestände (Unternehmen, Vereine, Familien usw.)
- Sammlungen (staatliche Drucksachen, Fotografien, Postkarten usw.)

### Erwähnenswerte Bestände und Dokumente
- Notariatsregister
- Traité de Fribourg, 1516, genannt «Ewiger Friede»
- Fahnenbuch
- Schwabenspiegel
- Fondation Marcello (Nachlass von Adèle Castiglione Colonna, geb. d’Affry, genannt Marcello)

## Findmittel
- Webseite des Staatsarchivs Freiburg[4]
- Online-Inventar der Bestände des StAF[3]
- Nicolas Morard, Hubert Foerster: Staatsarchiv Freiburg. Führer durch die Bestände. Freiburg, 1986 mit Abbildungen[5]
- e-newspaperarchives.ch (e-npa.ch)[6]